# Винцент, Генрих Йозеф
Генрих Йозеф Винцент (нем. Heinrich Josef Vincent, настоящая фамилия Винценхёрлейн, нем. Winzenhörlein; 23 февраля 1819, Тайльхайм — 19 мая 1901, Вена) — австрийский композитор, оперный певец, хоровой дирижёр и музыкальный теоретик.
Изучал богословие и право, некоторое время выступал как оперный певец. Написал оперетту «Нищенка» (нем. Die Bettlerin, поставлена в 1866 г. в Халле и в 1870 г. в Вюрцбурге), оперу «Король Мюрат» (нем. König Murat; 1869, не поставлена), зингшпиль «К вахмистру» (нем. Zum Wachtmeister), ряд фортепианных и вокальных сочинений. В 1872—1878 гг. руководил хором в Черновцах. В дальнейшем жил и работал в Вене.
На протяжении многих лет, начиная с памфлета «Больше никакого генералбаса» (нем. Kein Generalbass mehr; 1860), предлагал ряд реформ в музыкальной теории и практике, в том числе автономную хроматику и перестроенную фортепианную клавиатуру. Во время визита Рихарда Вагнера в Вену в 1863 году пытался вовлечь его в свою борьбу, подарив ему один из своих памфлетов. Вместе со своими единомышленниками Мельхиором Заксом и Альбертом Ханом стал адресатом резкой полемики со стороны Хуго Римана, назвавшего их в своей работе «Музыкальный синтаксис» «социал-демократами» (стремящимися уравнять между собой все звуки так же, как социал-демократы желают уравнять между собой неравных людей).